# 阿金科特号战列舰
阿金科特號戰艦（HMS Agincourt）前身為巴西委請英國建造的戰艦“里約熱內盧號”（Rio de Janeiro），1913年12月巴西轉手卖给奥斯曼帝国。奥斯曼帝国接手該艦，将其改名為「蘇丹奧斯曼一世號」。第一次世界大戰爆發后，英國皇家海軍驱逐了赴英接艦的奧斯曼軍人，徵收了这艘战鬥舰，更名為阿金科特號，以纪念百年战争之中的阿金库尔战役，並將其編入英國大艦隊。
該艦原應建成超無畏艦，但考慮到對彈藥補給的方便，故此裝備7座305毫米45倍口徑雙裝主炮，副炮則為20門152毫米50倍口徑單裝炮。該艦是主炮副炮合計裝備數量最多，主炮塔裝備數量最多的戰鬥艦。在一战中，她参与了日德兰海战，但其余时间主要作训练之用。1919年进入预备役，1922年根据华盛顿海军条约解体。

## 历史

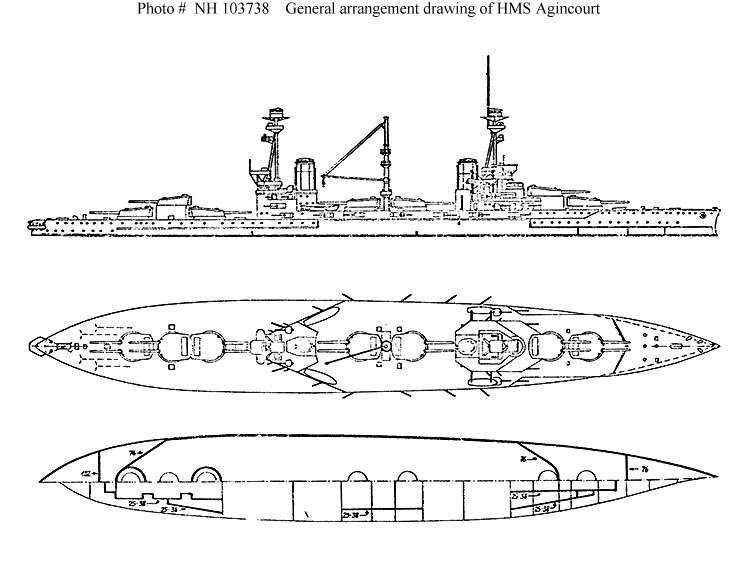
阿金科特号战舰图表

巴西订购她的背景緣于20世纪初在巴西、阿根廷、智利这南美洲三国争相升级武力的南美海军无畏舰竞赛。巴西政府的有关人士听取了德国海军有关人员所说的「只需30.5cm炮就充分足够」的建议后，结果决定建造装载14门30.5cm炮的超无畏级战舰。但由于亚马逊橡胶热潮景气的结束，巴西与阿根廷之间的關係緩和，巴西在本舰下水后便失去采购意愿。1913年12月，本舰转手卖给奥斯曼帝国，奥斯曼帝国接手该舰，将其改名为“苏丹奥斯曼一世号”（Sultân Osmân-ı Evvel）。

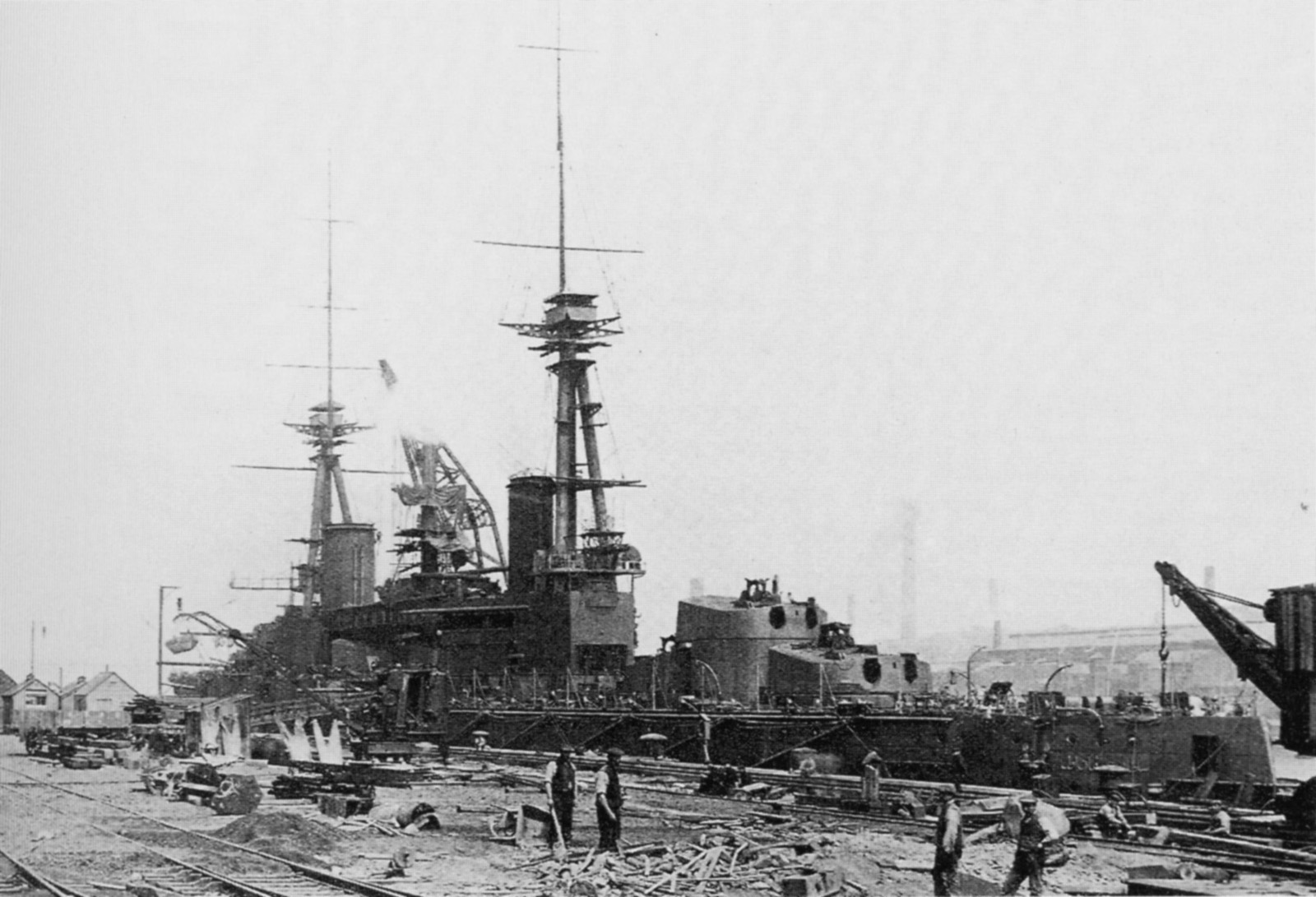
英国在巴西向奥斯曼帝国出售这艘战船之后、交付之前，在英国Low Walker进行装修

1914年7月本舰完工，不久第一次世界大战刚好爆发，英国皇家海军为了增加战力，在没有充分说明理由的情况下，强制征收这艘战舰，和驱逐了在战舰上训练的奥斯曼海军人员，随后英国皇家海军将其改命为阿金科特号。奥斯曼帝国為此对英国極度不满，導致两国关系恶化，这也是奥斯曼帝国加入同盟國 阵营的原因之一。

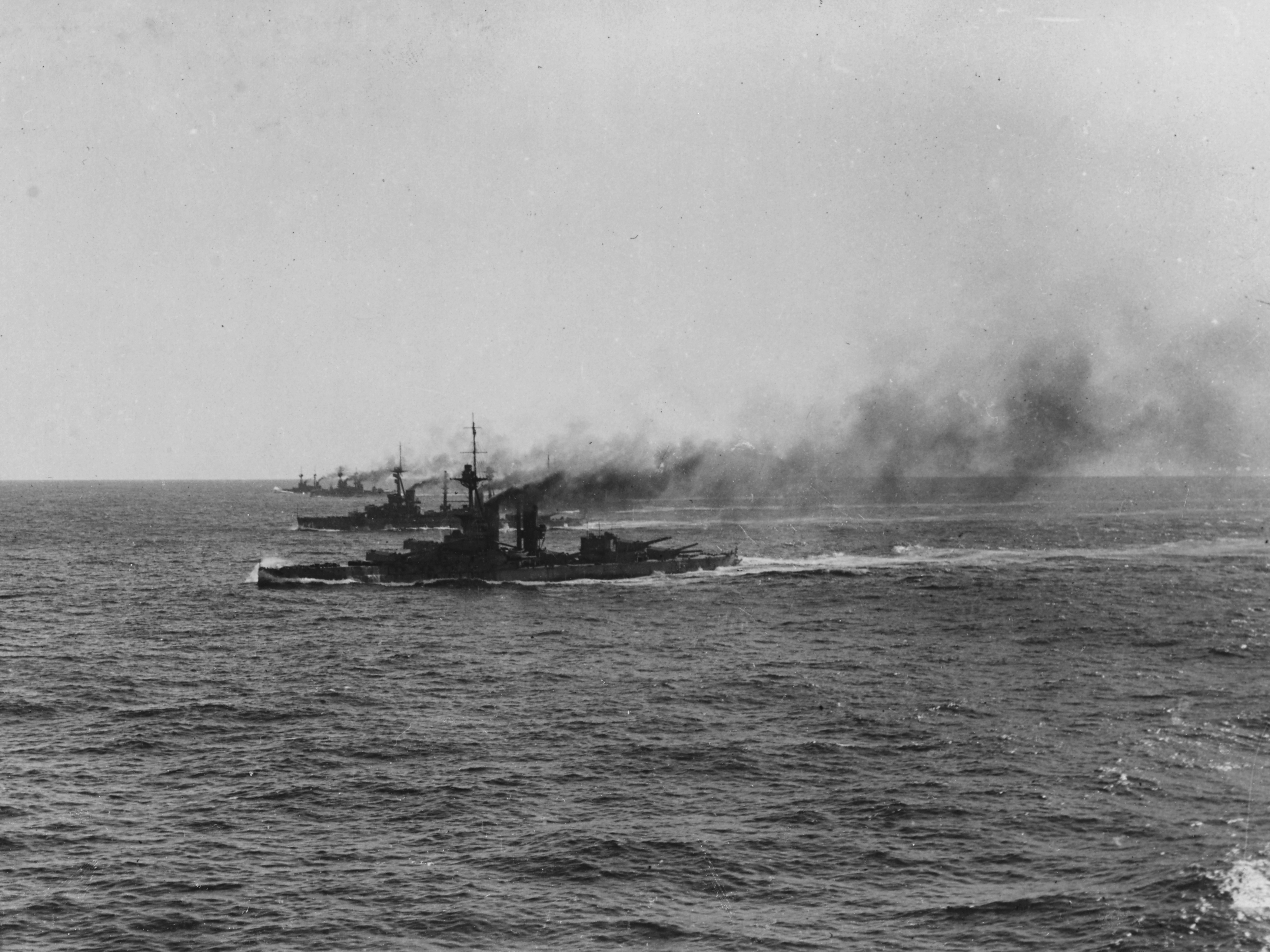
1915年，英国本土舰队的第四战斗舰中队在北海并列航行。阿金科特号是中间第二艘船，前面第一艘是铁公爵级战列舰，后面两艘是柏勒洛丰号战列舰和鲁莽号战舰

在第一次世界大战中，阿金科特号直隶于英国皇家海军本土舰队的第四战斗舰中队，参加了著名的日德兰海战。阿金科特号在该战役中，遭受德国驱逐舰的两发鱼雷攻击，但阿金科特号成功回避并未受到损害。但是，作为英国旗舰的战舰马尔博罗号在战役中，受到德国公海舰队的水雷攻击而受损，英国舰队不得不减速行动，导致之后的战斗中，英国舰队不能积极活动，所以阿金科特号也没有特别值得一提的战绩。阿金科特号在这场海战中共发射了144枚30.5cm炮弹，111枚15.2cm炮弹，但都没有命中德国战舰的记录。在随后的几年时间，阿金科特号曾出击数次，为挪威和英国之间的斯堪的纳维亚的护航队提供掩护，但都没有战果。
1919年3月，阿金科特号成为预备舰，之后停驻在苏格兰，1918年11月21日出席了德国公海舰队的投降仪式。英国试图卖回给原来的買家巴西，不过这宗交易最終破局，阿金科特号于1921年4月被除籍，随后阿金科特号被当作实验舰使用。1922年12月19日华盛顿海军条约签署后，阿金科特号被当作废料处理，以符合《华盛顿海军条约》的吨位限制，但直到1924年才被解体。

## 設計與說明

### 一般特徵
阿金科特號的總長度為671英尺6英寸（204.7 m），橫梁為89英尺（27 m），深載荷下的吃水深度為29英尺10英寸（9.1 m）。她在滿負荷下排水量為27,850長噸（28,297噸），在深載下排水量為30,860長噸（31,355噸）。該船在深載荷下的準中心高度為4.9英尺（1.5 m）。儘管船身很長且转弯半径很大，但操作度很好，被認為是一個很好的火力平台。
在皇家海軍服役期間，阿金科特號被認為是一艘特別舒適的船，內部人員配備非常齊全。但因為當它被英國人接管時，原始的說明板並沒有被全部替換，所以其船員必須熟練掌握葡萄牙語，才能對夠維護船上的許多配件。在1917年，她配有1,268名官兵。

### 推進力
阿金科特號有4台帕森斯直驅式蒸汽輪機，每台驅動一個推進軸。三葉螺旋槳的直徑為9英尺6英寸（2.9 m）。這些渦輪機設計用於產生總計34,000 軸的馬力（25,000 kW），但在海上試航時達到了40,000 shp（30,000 kW），实际航速略高於設計的22節（41 km/h； 25mph）。
蒸汽機組由22台Babcock＆Wilcox 水管鍋爐組成，工作壓力為235 psi（1,620  kPa ; 17  kgf/cm 2）。阿金科特號通常運載1,500長噸（1,524噸）的煤炭，但最多可運載3200長噸（3,251噸）的燃料，以及620長噸（630噸）的燃油噴在煤上以增加燃燒量率。滿負荷航行時，她可以以10節（19 km/h； 12mph）的速度續航7,000 海裡（13,000 km； 8,100 mi）。電力由4台蒸汽驅動的往復式發電機提供。

### 武裝
阿金科特號在7座雙液壓砲塔中安裝了14門BL 12英寸Mk XIII 45 口徑火砲，每個炮台都非正式地以一周中的每一天來命名，從舰艏的星期日開始一直到舰艉的星期六。它是安裝過最大數量主砲塔的戰艦。炮管的最大俯角为-3°，最大仰角13.5°。具备以2,725 ft / s（831 m / s）的砲口速度發射850磅（386千克）彈丸的能力；在最大仰角13.5°時發射穿甲彈（AP）时射程可达20,000碼（18,000 m）。其後在一戰期間，皇家海军對其砲塔進行了修改，以將其最大仰角增加到16°，但這僅將射程擴大到20,435碼（18,686 m）。這些主炮射速為每分鐘1.5發。當主炮齊射時 (full boardside)“它產生的火焰給人的印象就像這艘戰列巡洋艦已經被炸毀”。事實上主炮齊射時是對船體本身沒有造成任何損害，但會震碎船上的許多餐具和玻璃器皿。
建成後，阿金科特號另外安裝了18 門BL 6英寸Mk XIII 50口徑火砲。14門被安裝在上甲板的裝甲要帶中，2門分別在前上部和後部的上部結構中，由炮盾保護。當英國人徵收這艘戰艦時，在橋上沿樞軸支架增設了另外2門並以炮盾保護。副炮俯角可达-7°，仰角可达15°。當發射100磅（45千克）炮彈時砲口速度為2770英尺/秒（840 m / s），它們在15°時的射程為13475碼（12,322 m）。射速約為每分鐘5至7發，但在首輪準備好的彈藥發射後，其射速降至每分鐘3發，這是由於彈藥升降機太慢或太少而無法保證彈藥的完全供應。每門副炮配備約150發炮彈。
另外装备了10門3英寸（76毫米）45口徑速射炮供對魚雷艇的近程防禦。它們安裝在上層建築中的樞軸安裝架中，由炮盾保護。阿金科特號還攜裝備了三座21英寸（533毫米）浸水式魚雷管；1座在橫樑上，最後1座在艦艉。發射時進入魚雷管的水排入魚雷艙，以方便重新裝填魚雷，然後泵入舷外。這意味著，如果需要快速射擊，魚雷乘員將需要在3英尺（0.9 m）的水中工作，它攜帶了10枚魚雷。

### 火控
每個砲塔在砲塔頂部都裝有裝甲測距儀，另外在船的最前端安裝了一個。1916年的日德蘭海戰時期，阿金科特號可能是大艦隊中唯一沒有裝備德雷爾火控桌的無畏艦。所以，後來在前哨下方加了一名火力控制主任，並在戰爭後期對一個砲塔進行了改裝以控制整個主要武器。 1916–17年，雙方各增加了6英寸（152毫米）火砲的導向器。高角度測距儀是在1918年添加到瞄準鏡頂部的。

### 護甲
阿金科特號因為把大量噸位用於武器裝備，所以只有所剩無幾的噸位用於她的裝甲。她的水線帶只有9英寸（229毫米）厚，相比之下，其他英國無畏艦則有12英寸或以上。砲塔裝甲的正面厚度為12英寸，側面為8英寸（203毫米），背面為10英寸（254毫米）。砲塔屋頂的前部厚3英寸，後部厚2英寸。 所以阿金科特號最大的弱點還是它的防護。
主指揮塔的側面裝有12英寸的裝甲，屋頂為4英寸。船尾指揮塔（有時也稱為魚雷控制塔）有9英寸的側面和3英寸的屋頂。從每個位置向下的通訊管在上甲板上方6英寸厚，在其下方2英寸厚。
阿金科特號的另一個弱點是她沒有被劃分皇家海軍標準的水密艙，因為巴西人下單時取消了所有水密艙壁，因為這些艙壁可能會限制艙室的尺寸並影響船員的舒適度。

### 戰時修改
吸收了日德蘭海戰的教訓後，主甲板上增加了約70長噸（71噸）高強度鋼以保護彈藥庫。1917–18年間在甲板上增加了2門3英寸（76毫米）的高射砲。同時在前座的前探照燈平台上增加了一個9英尺（2.7 m）的測距儀。1918年，在探視儀頂部增加了一個高角度測距儀。

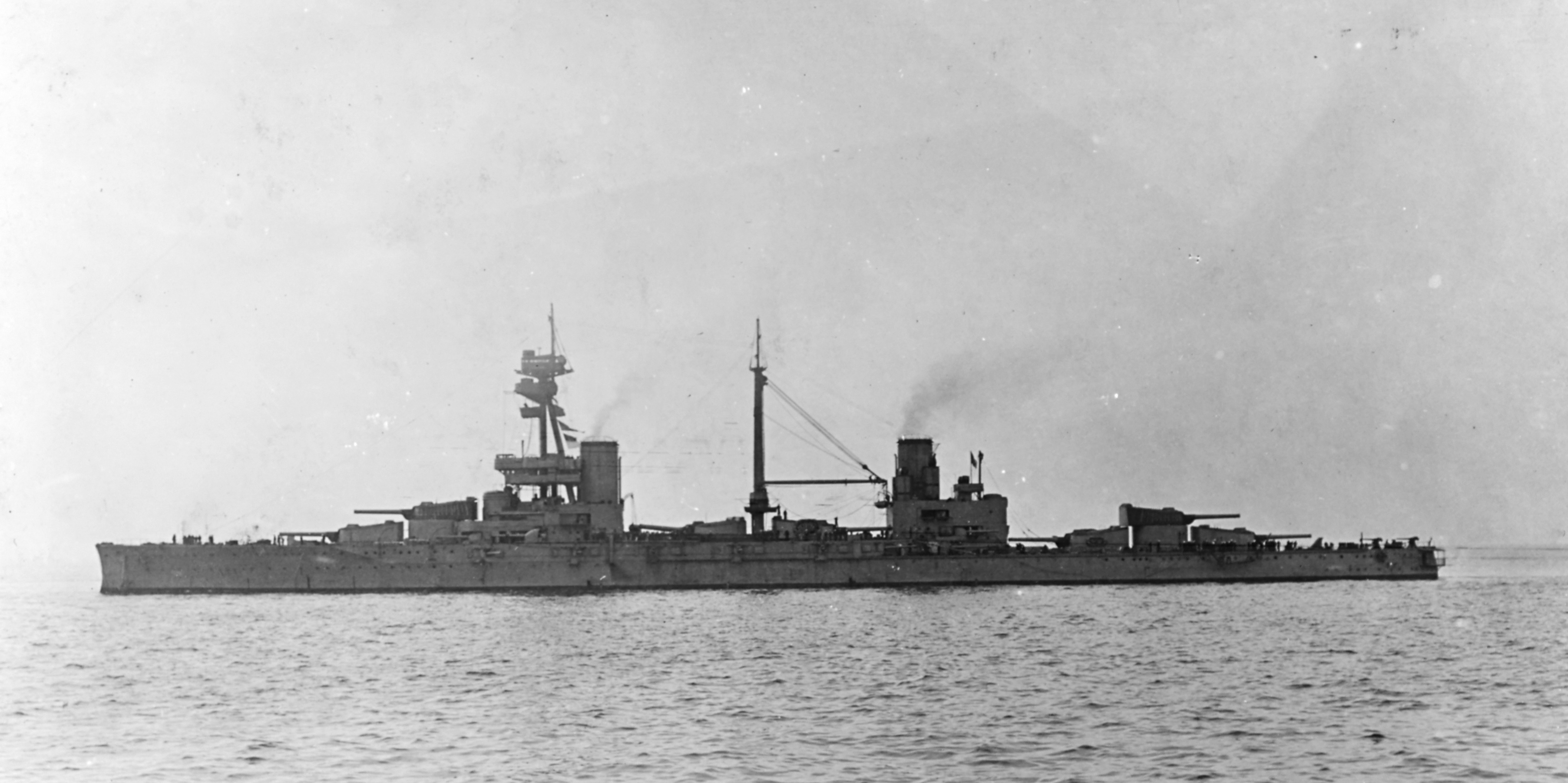
1914年的阿金科特號
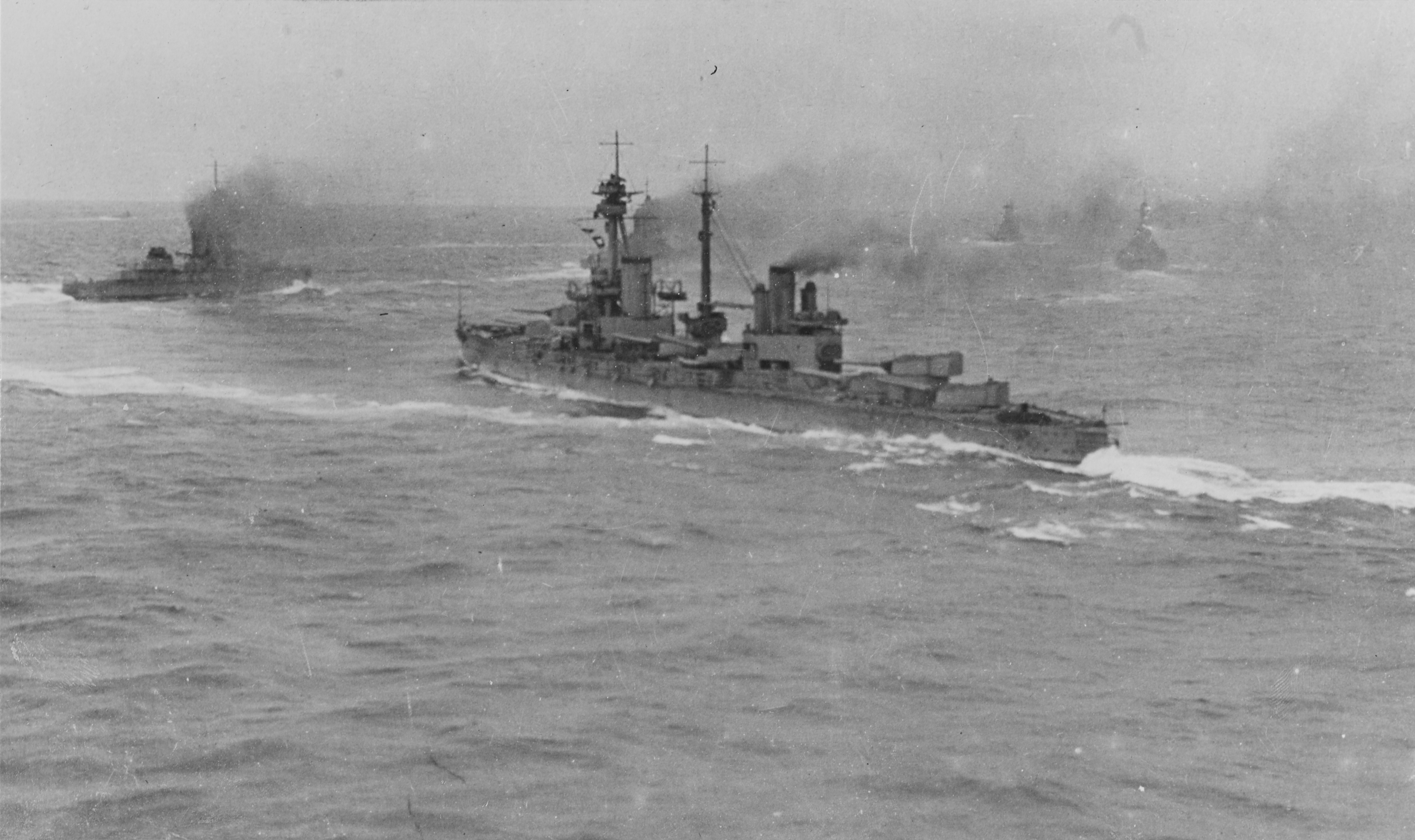
1918年奧斯曼船被繳獲
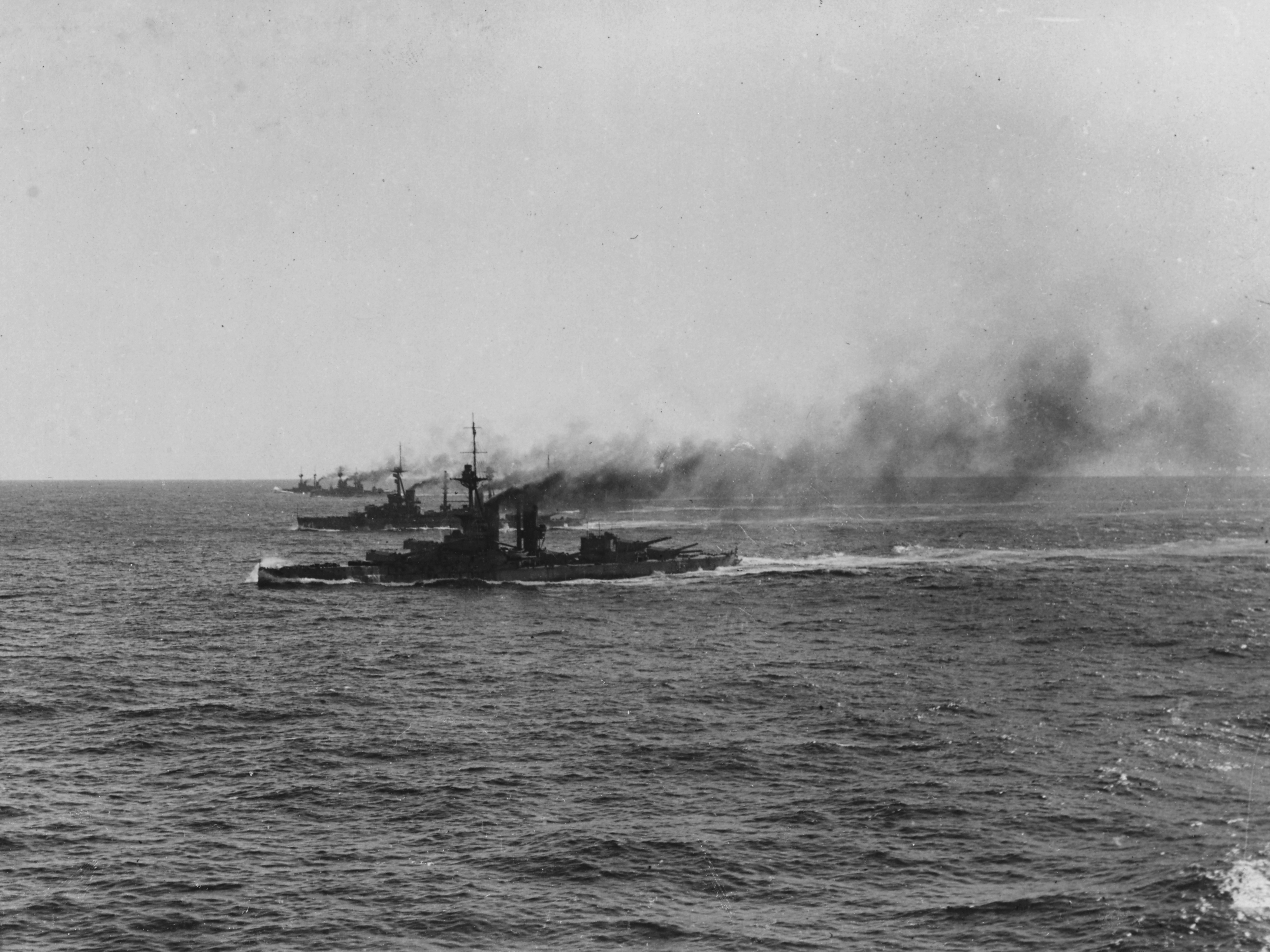
1915年在北海航行中的HMS Agincourt

## 建造和扣押
1911年9月14日，阿姆斯特朗Armstrongs 船廠的人在里約熱內盧以阿金科特號的名字來命名它，並於 1913年1月22日在泰恩河畔紐卡斯爾被阿姆斯特朗 Armstrongs 開始建造。在龍骨鋪設之後，巴西政府卻發現自己處於困難的境地：1913年第二次巴爾幹戰爭結束後的歐洲經濟蕭條並削弱了巴西獲得外國貸款的能力，與此同時巴西的咖啡和橡膠出口也崩潰了，後者的原因是巴西對英國種植園失去了對在遠東橡膠的壟斷地位。此外，有關來自海外的最新無畏艦構造的報導表明，該船將在建造完成後設計已被淘汰。這些因素導致巴西在1913年10月將這艘船出售，並於1913 年12月28日以275萬英鎊的價格賣給了奧斯曼海軍。更名為SultânOsmân-ıEvvel，她於1914年7月接受了接收前檢驗。並於八月完成剛好是在第一次世界大戰開始。
由於戰爭在她交付前的海試期間爆發。即使奧斯曼帝國的船員已經到達收集她，英國政府仍強行接管了該船以將其納入英國皇家海軍。這令派去接收的土耳其船長在泰恩河上的一艘運輸艦上與他的五百名土耳其水手只得等著，他揚言要登上他的船併升起土耳其國旗。當時第一海軍大臣 溫斯頓·丘吉爾（Winston Churchill）下令“在必要時可由武裝部隊”抵抗他們的登艦企圖。同時，英國人還接管了第二艘奧斯曼戰艦，這是由維克斯（Vickers） - 雷薩迪耶（Reşadiye）建造的喬治五世國王級戰艦，改名為HMS  Erin。然而合同中訂明了僅在當英國處於戰爭狀態時，才允許採取這種行動，但由於英國當時尚未處於戰爭狀態，因此這些行動事實上是非法的；但是英國政府決心給奧斯曼帝國做成一個既定事實。8月3日，英國駐奧斯曼帝國大使通知當地政府，英國已沒收了這些船隻。丘吉爾不想冒著這些船隻被用來對付英國人的風險，也付上了外交後果。
這項收購令奧斯曼帝國（Ottoman Empire）造成了很大的惡果，當奧斯曼政府因戰艦的預算陷入財政僵局時，只能透過公開認購為這艘船提供了資金。奧斯曼海軍的捐款來自酒館，咖啡館，學校和市場，大筆捐款都獲得了“海軍捐贈勳章”。英國的扣押和德國把格本號大巡洋艦送給奧斯曼帝國作為禮物，影響了帝國的民意使之遠離英國，他們於10月29日加了入德國和奧匈帝國一方，與英國為首的協約國作戰(還有法國和俄羅斯)，及後格本號在黑海襲擊了俄羅斯的設施。
英國皇家海軍在對阿金科特號進行調試之前對其進行了修改：特別是它移除了兩個中央砲塔上的飛橋，及該船最初裝有必須更換的土耳其式廁所。至於她的名字“阿金科特 Agincourt”則是丘吉爾的最愛，它最初被計劃給根據1914–15年海軍預算訂購的伊麗莎白女王級的第六艘船，但戰爭爆發時尚未開始採用。
由於成軍急促，當時毫無準備的海軍需要為阿金科特號這樣規模的艦隻在如此短的時間編列它的船員，從服務的最高和最低梯隊：皇家遊艇以及拘留營房“ 阿金科特號“的艦長及士官來自於HMY  維多利亞和艾伯特HMY Victoria and Albert，其大部分船員也於1914年8月3日被一併轉移到阿金科特號 ，由於這時大部分的海軍後備軍已經出發向其他其他船隻就位，所以不足數只好從各個海軍監獄和拘留營中那些被判但緩刑的未成年人填補。

## 服役
阿金科特號一直努力到1914年9月7日才加入大艦隊的第4戰鬥中隊（BS）。出入斯卡帕停泊艦隊錨點尚無法抵禦海底攻擊，許多艦隊被關灣港的海面上，阿金科特號 在這裡度過了它在大艦隊中生涯80天中的其中40天。幾乎無所作為。

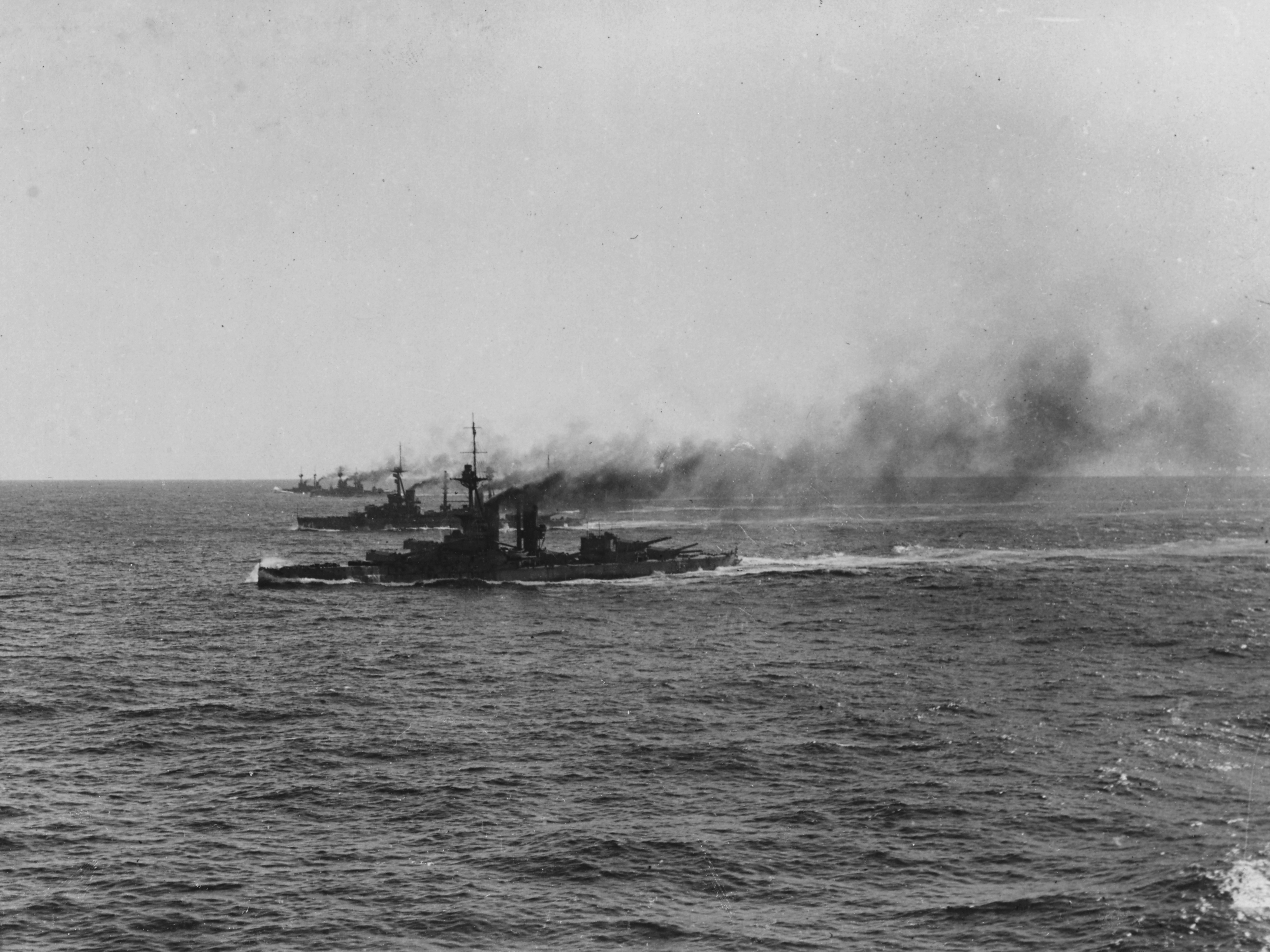
1915年在北海的第4戰鬥中隊。阿金科特號是從前面數的第二艘戰艦。

1915年1月1日，阿金科特號然分配給第4戰鬥中隊 4 BS，但1916年5月31日日德蘭戰役前被分配到第1戰中隊，她也是第一戰鬥中隊BS的第六分隊中的最後一艘船，跟隨著大力神，復仇號和旗艦馬爾堡（Marlborough）號，因為每艘船都來自不同的級別，因此這個戰鬥小組是最異構的組。第六師是大艦隊的最右舷縱隊，因為它向南與比蒂海軍上將的戰列巡洋艦艦隊會合，然後與北海德國公海艦隊的相反編號交戰。  大艦隊司令約翰·傑利科海軍上將一直保持巡航狀態，直到18:15，他下令將其從縱列部署到根據港口劃分的一條線上，每艘船相繼旋轉90°。轉彎使第六師成為大艦隊中最接近公海艦隊戰列艦的戰艦，並且在轉向港口時向每艘戰艦開火。 這種大火後來被英國人稱為“風角”，因為這些船被德國的砲彈飛濺浸透了儘管沒有被擊中。

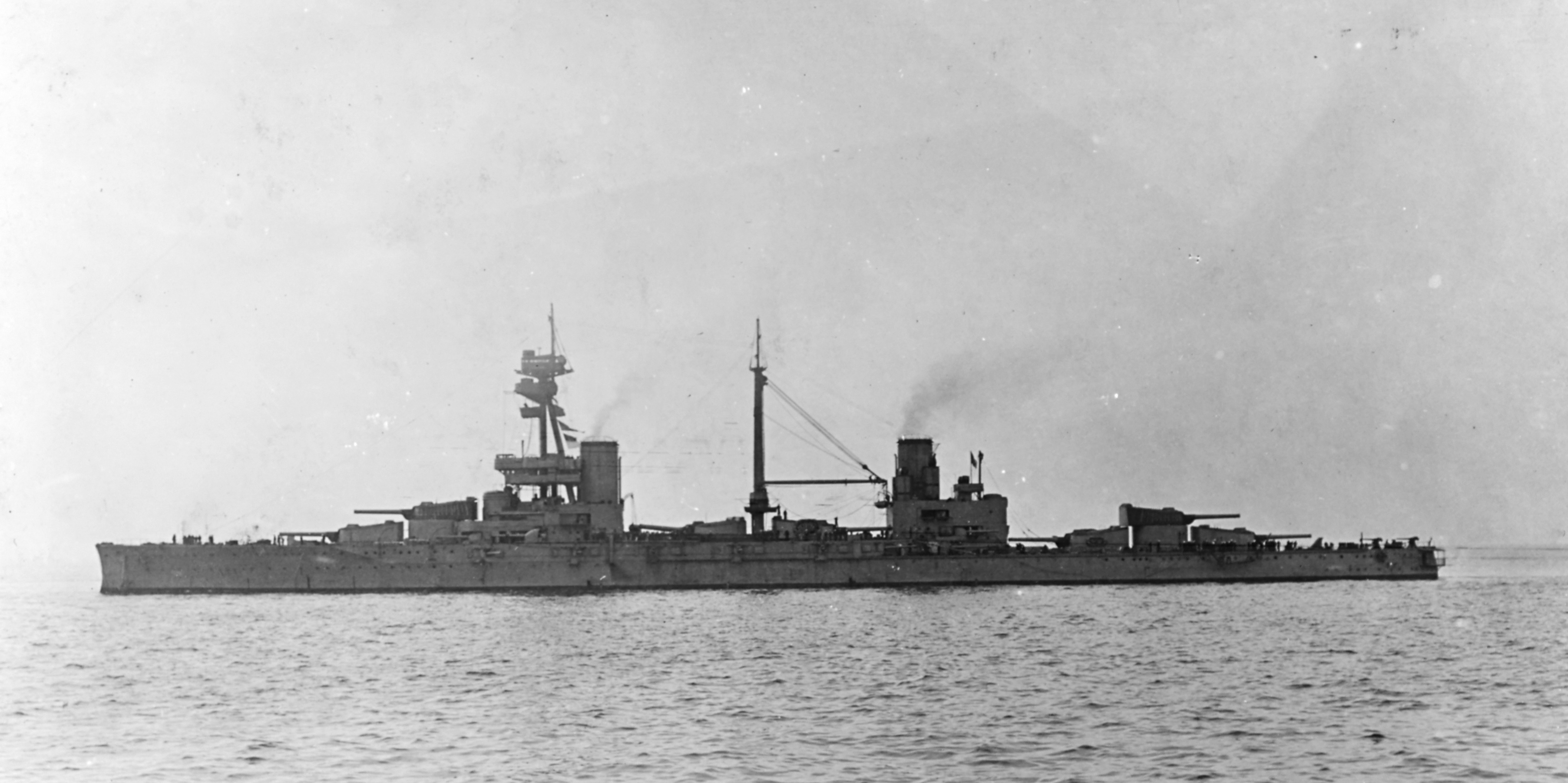
阿金科特號 1918

18:24，阿金科特號用主砲向德國戰列巡洋艦開火。 此後不久，隨著德國驅逐艦對英國戰列艦進行魚雷攻擊，以掩護公海艦隊以南的轉彎，她以6英寸的火炮攻擊並緊隨其後。 阿金科特號成功躲過了兩枚魚雷，另一枚則命中了馬爾堡號 (Marlborough)。 19:15 由於能見度提高，她參加了一次對凱撒戰艦的攻擊，但沒有戰果，直到煙對方在熏霧霾消失。 20:00左右，由於魚雷造成艙壁破裂的馬爾堡號 (Marlborough)被迫降低速度，阿金科特號與她的速度保持一致。  然而在降低能見度的情況下，該師在夜間看不到大艦隊，而且通過了嚴重受損的德國戰列巡洋艦SMS Seydlitz而沒有開火。 第六師只好於6月2日回到斯卡帕灣。  阿金科特號在戰鬥中發射了共144枚12英寸的砲彈和111枚6英寸的砲彈卻似乎沒有擊中任何東西。

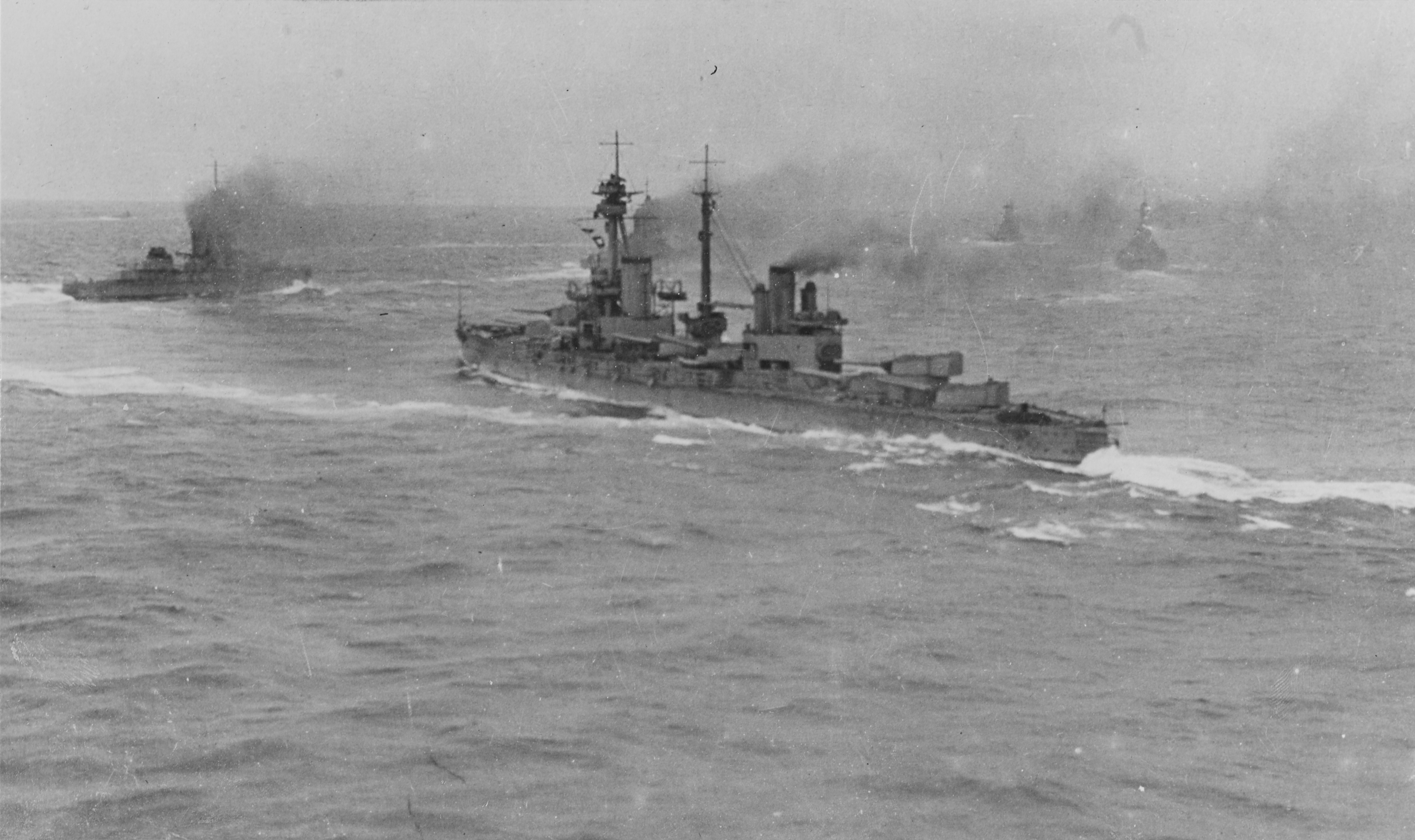
1918年被扣押的兩艘奧斯曼船：阿金科特號（前景）與Erin

儘管大艦隊在接下來的幾年中進行了幾次出擊，但尚不清楚阿金科特號是否參加了這些行動。 1918年4月23日，公海艦隊進行突襲，試圖摧毀這一支運輸船團時，阿金科特號和赫拉克勒斯派駐在Scapa Flow，為挪威和英國之間的斯堪的納維亞船團隊提供掩護。 由德國情報局的報告略有延誤，當德國人到達其正常路線時，運輸船團已經安全地進出了港口，因此謝爾海軍上將命令該艦隊返回德國，而未發現任何英國船隻。 
阿金庫爾後來被轉移到第二戰鬥中隊，並於1918年11月21日出現在公海艦隊投降儀式。  她於1919年3月被安置在Rosyth的預備隊。其後在嘗試將其出售給巴西政府失敗後，她於1921年4月被列為廢棄艦，但於當年晚些時候用於實驗目的。 皇家海軍隨後計劃將其改建為流動海軍基地，並為進行改建準備將其武裝拆下，其中包括拆除其7個砲塔中的5個，並將其砲塔改建成倉庫和車間。 2號和5號砲塔被保留 
為了遵守《華盛頓海軍條約》的噸位限制，她於1922年12月19日以廢鋼被出售，1924年年底她才被拆解。

## 外在链接
- Dreadnought Project Technical material on the weaponry and fire control for the ships
- Maritimequest HMS Agincourt Photo Gallery （页面存档备份，存于）
- Agincourt Class Battleship （页面存档备份，存于） - includes a diagram of her layout
- Navypedia - Agincourt battleship
- （页面存档备份，存于）